# Lista de construtores vencedores de corridas de Fórmula 1
Esta é uma lista de construtores vencedores de corridas de Fórmula 1, o principal campeonato de automobilismo do mundo, organizada pela Federação Internacional de Automobilismo (FIA). O campeonato de Fórmula 1 consiste numa série de corridas, conhecidas como Grandes Prêmios (do inglês: Grand Prix, realizados normalmente em pistas ou casualmente em ruas fechadas das cidades. O Grande Prêmio mais famoso é o Grande Prêmio de Mônaco, em Monte Carlo. Os resultados de cada corrida são somados e definem atualmente dois campeões  mundiais: pilotos e construtores.
A Ferrari detém o recorde de mais vitórias em Grandes Prêmios, tendo vencido 248 corridas. A McLaren está em segundo, com 200 vitórias e a Mercedes em terceiro, com 130 vitórias. Até agora, nove países tiveram construtores vencedores, além dos seis países considerados como os principais competidores, também Canadá (Wolf), Irlanda (Jordan) e Áustria (Red Bull), os três países sem grande indústria automotiva. Os construtores britânicos ganharam o maior número de Grandes Prêmios, 16 construtores ganharam 532 corridas entre eles. Os construtores italianos estão em segundo, com 270 vitórias, entre seis construtores. Os construtores alemães estão em terceiro, tendo conquistado 131 corridas, entre três construtores. Durante as primeiras quatro temporadas do campeonato (1950–1953), apenas os construtores italianos venceram as corridas do campeonato, com exceção das 500 Milhas de Indianápolis. Em cinco temporadas (1973, 1986, 1991, 1992 e 1993) testemunharam vitórias de apenas construtores britânicos. Desde a primeira vitória de um construtor britânico em 1957, eles ganharam corridas em todas as temporadas até 2013, exceto 2006. Apenas um construtor (Benetton) alcançou vitórias sob duas nacionalidades diferentes.

## Por construtores
- Atualizados após o Grande Prêmio da Hungria de 2025.

| Legenda | Legenda                     |
| ------- | --------------------------- |
|         | Competem na temporada atual |
| Negrito | Campeões de construtores    |
| *       | Campeões de pilotos         |

| #  | País                 | Construtores  | Vitórias | Ativo                                      | Primeira vitória   | Última vitória        |
| -- | -------------------- | ------------- | -------- | ------------------------------------------ | ------------------ | --------------------- |
| 1  | Itália               | Ferrari *     | 248      | 1950–presente                              | Grã-Bretanha 1951  | Cidade do México 2024 |
| 2  | Reino Unido          | McLaren *     | 200      | 1966–presente                              | Bélgica 1968       | Hungria 2025          |
| 3  | Alemanha             | Mercedes *    | 130      | 1954–1955, 2010–presente                   | França 1954        | Canadá 2025           |
| 4  | Áustria              | Red Bull *    | 124      | 2005–presente                              | China 2009         | Emília-Romanha 2025   |
| 5  | Reino Unido          | Williams *    | 114      | 1975–presente                              | Grã-Bretanha 1979  | Espanha 2012          |
| 6  | Reino Unido          | Team Lotus *  | 79       | 1958–1994                                  | Mônaco 1960        | Estados Unidos 1987   |
| 7  | Reino Unido          | Brabham *     | 35       | 1962–1987, 1989–1992                       | França 1964        | França 1985           |
| 7  | França               | Renault *     | 35       | 1977–1985, 2002–2011, 2016–2020            | França 1979        | Japão 2008            |
| 9  | Reino Unido · Itália | Benetton *    | 27       | 1986–2001                                  | México 1986        | Alemanha 1997         |
| 10 | Reino Unido          | Tyrrell *     | 23       | 1970–1998                                  | Espanha 1971       | Estados Unidos 1983   |
| 11 | Reino Unido          | BRM *         | 17       | 1951, 1956–1977                            | Países Baixos 1959 | Mônaco 1972           |
| 12 | Reino Unido          | Cooper *      | 16       | 1950, 1952–1969                            | Argentina 1958     | África do Sul 1967    |
| 13 | Itália               | Alfa Romeo *  | 10       | 1950–1951, 1963–1965, 1979–1985, 2019-2023 | Grâ-Bretanha 1950  | Espanha 1951          |
| 14 | Itália               | Maserati *    | 9        | 1950–1960                                  | Itália 1953        | Alemanha 1957         |
| 14 | Reino Unido          | Vanwall       | 9        | 1954–1960                                  | Grã-Bretanha 1957  | Marrocos 1958         |
| 14 | França               | Matra *       | 9        | 1967–1972                                  | Países Baixos 1968 | Itália 1969           |
| 14 | França               | Ligier        | 9        | 1976–1996                                  | Suécia 1977        | Mônaco 1996           |
| 18 | Reino Unido          | Brawn *       | 8        | 2009                                       | Austrália 2009     | Itália 2009           |
| 19 | Estados Unidos       | Kurtis Kraft  | 5        | 1950–1960                                  | Indianápolis 1950  | Indianápolis 1955     |
| 20 | Irlanda              | Jordan        | 4        | 1991–2005                                  | Bélgica 1998       | Brasil 2003           |
| 21 | Estados Unidos       | Watson        | 3        | 1950–1953, 1956–1960                       | Indianápolis 1956  | Indianápolis 1960     |
| 21 | Reino Unido          | March         | 3        | 1970–1977, 1981–1982, 1987–1989, 1992      | Espanha 1970       | Itália 1976           |
| 21 | Canadá               | Wolf          | 3        | 1977–1979                                  | Argentina 1977     | Canadá 1977           |
| 21 | Japão                | Honda         | 3        | 1964–1968, 2006–2008                       | México 1965        | Hungria 2006          |
| 25 | Estados Unidos       | Epperly       | 2        | 1955, 1957–1960                            | Indianápolis 1957  | Indianápolis 1958     |
| 25 | Reino Unido          | Lotus F1 Team | 2        | 2012–2015                                  | Abu Dhabi 2012     | Austrália 2013        |
| 27 | Estados Unidos       | Kuzma         | 1        | 1951–1960                                  | Indianápolis 1952  | Indianápolis 1952     |
| 27 | Alemanha             | Porsche       | 1        | 1957–1964                                  | França 1962        | França 1962           |
| 27 | Estados Unidos       | Eagle         | 1        | 1966–1969                                  | Bélgica 1967       | Bélgica 1967          |
| 27 | Reino Unido          | Hesketh       | 1        | 1974–1978                                  | Países Baixos 1975 | Países Baixos 1975    |
| 27 | Estados Unidos       | Penske        | 1        | 1974–1977                                  | Áustria 1976       | Áustria 1976          |
| 27 | Reino Unido          | Shadow        | 1        | 1973–1980                                  | Áustria 1977       | Áustria 1977          |
| 27 | Reino Unido          | Stewart       | 1        | 1997–1999                                  | Europa 1999        | Europa 1999           |
| 27 | Alemanha             | BMW Sauber    | 1        | 2006–2009                                  | Canadá 2008        | Canadá 2008           |
| 27 | Itália               | Toro Rosso    | 1        | 2006–2019                                  | Itália 2008        | Itália 2008           |
| 27 | Itália               | AlphaTauri    | 1        | 2020–2023                                  | Itália 2020        | Itália 2020           |
| 27 | Reino Unido          | Racing Point  | 1        | 2018–2020                                  | Sakhir 2020        | Sakhir 2020           |
| 27 | França               | Alpine        | 1        | 2021–presente                              | Hungria 2021       | Hungria 2021          |

## Por nacionalidade
| # | País           | Vitórias | Construtor(s) |
| - | -------------- | -------- | ------------- |
| 1 | Reino Unido    | 536      | 16            |
| 2 | Itália         | 270      | 6             |
| 3 | Alemanha       | 132      | 3             |
| 4 | Áustria        | 124      | 1             |
| 5 | França         | 54       | 4             |
| 6 | Estados Unidos | 13       | 6             |
| 7 | Irlanda        | 4        | 1             |
| 8 | Japão          | 3        | 1             |
| 9 | Canadá         | 3        | 1             |